# Gustavo Peña
Gustavo Peña Velasco (Talpa de Allende, 22 novembre 1942 – 19 gennaio 2021) è stato un calciatore e allenatore di calcio messicano, di ruolo difensore.

## Biografia
Ha disputato, con la nazionale messicana, due edizioni dei mondiali di calcio (1966 in Inghilterra, 1970 in casa), nel secondo caso ricoprendo il ruolo di capitano e realizzando la rete del successo sul Belgio nell'ultima partita del girone eliminatorio.
È morto nel 2021, all'età di 78 anni per complicazioni da COVID-19.

## Palmarès

### Club

#### Competizioni nazionali
- Campionato messicano: 2

Oro: 1962-1963
Cruz Azul: 1968-1969
- Supercoppa del Messico: 1

Oro: 1963